# بيوي دخاني
بيوي دخاني (الاسم العلمي: Contopus fumigatus) (بالإنجليزية: Smoke-coloured Pewee)‏ هو نوع من الطيور يتبع جنس البيوي من فصيلة عصافير الملك.